# Чемпионат мира по мини-футболу 2021
Чемпионат мира по мини-футболу 2021 (англ. 2021 FIFA Futsal World Cup ; литв. Pasaulio Salės Futbolo Čempionatas Lithuania 2021) — 9-й чемпионат мира по мини-футболу ФИФА, финальный турнир которого проходил с 12 сентября по 3 октября 2021 года в Литве в городах Вильнюс, Каунас и Клайпеда. Матч открытия состоялся в городе Каунас на арене «Жальгирис». На этой арене также был сыгран матч за 3-е место и финал.
Сборная Португалии впервые в своей истории стала чемпионом мира, победив в финале Аргентину со счётом 2:1. Лучшим игроком был признан 36-летний португалец Рикардинью. Средняя результативность составила 5,79 гола за игру, что на 1,06 гола меньше, чем на чемпионате мира 2016 года.

## Выборы места проведения
Кандидатами на принятие чемпионата мира по мини-футболу 2020 были 7 стран:
- Коста-Рика
- Иран
- Япония
- Казахстан
- Литва
- Новая Зеландия
- ОАЭ

Ни одна из этих стран ранее ещё не принимала у себя Чемпионат мира.
Также интерес к проведению чемпионата проявляли: Египет, Грузия, Чехия, Хорватия, Нидерланды и США.
Выборы страны-хозяйки первенства мира должны были пройти в декабре 2016 года, но из-за антикоррупционных расследований в ФИФА их отложили на декабрь 2017. Местом проведения турнира в октябре 2018 года была выбрана Литва.
В заявке на проведение мероприятия было представлено три города: Вильнюс («Сименс-Арена»), Каунас («Жальгирис-Арена») и Клайпеда («Швитурё Арена»). Позднее в качестве дополнительных мест были названы Шяуляй («Шяуляй Арена»), Паневежис («Сидо Арена») и Алитус («Алитус Арена»), но по результатам проверки (из-за проблем с размещением в отелях) им было отказано.
| Вильнюс                 | Каунас              | Клайпеда          |
| ----------------------- | ------------------- | ----------------- |
| Сименс-Арена            | Жальгирис-Арена     | Швитурё Арена     |
| Вместимость: 10 000     | Вместимость: 13 807 | Вместимость: 6200 |
|                         |                     |                   |
| Вильнюс Каунас Клайпеда |                     |                   |

## Эмблема турнира
17 января 2020 года в вильнюсском музее «MO Museum» была представлена эмблема турнира. Эмблема подчеркивает две черты Литвы: её природные ресурсы и технологический опыт. Основу герба представляет пышный зелёный ландшафт страны, украшенный дубовыми листьями. Символ силы, родной дуб почитается в Литве на протяжении веков. Следуя призам Кубка мира по футзалу, дубы уступают место сельхозугодьям и лугам в цветах литовского флага. Выделение ландшафта подчеркивает приверженность Литвы сохранению своего природного наследия. Верхняя часть герба вдохновлена современной технологической индустрией Литвы. Лазеры стреляют в небо в направлении стилизованного поля для мини-футбола, напоминая о достижениях страны в области науки и высоких технологий.

## Календарь ЧМ-2020 по футзалу
Жеребьевка предварительного и основного раундов: 12 декабря 2018 года
Предварительный раунд: 29 января — 3 февраля 2019 года
Основной раунд: 22-27 октября 2019 года
Жеребьевка элитного раунда: 7 ноября 2019 года
Элитный раунд: 28 января — 2 февраля 2020 года
Стыковые матчи: 9 и 12 апреля 2020 года
Изначально турнир должен был проходить с 12 сентября по 4 октября 2020 года, однако из-за пандемии коронавирусной инфекции COVID-19 было принято решение о его переносе. Турнир был назначен на период с 12 сентября по 3 октября 2021 года, то есть перенесён ровно на год.

## Участники
| Конфедерация | Турнир                                | Дата                            | Место проведения                | Места | Команды                                       |
| ------------ | ------------------------------------- | ------------------------------- | ------------------------------- | ----- | --------------------------------------------- |
| АФК          | Чемпионат Азии 2020                   | Отменён из-за пандемии COVID-19 | Отменён из-за пандемии COVID-19 | 5     | Япония Иран Узбекистан Таиланд Вьетнам        |
| КАФ          | Кубок африканских наций 2020          | 28 января — 7 февраля 2020      | Марокко                         | 3     | Ангола Египет Марокко                         |
| КОНКАКАФ     | Чемпионат КОНКАКАФ 2021               | 3-9 мая 2021                    | Гватемала                       | 4     | Коста-Рика Гватемала Панама США               |
| КОНМЕБОЛ     | Квалификационный турнир КОНМЕБОЛ 2020 | 1-9 февраля 2020                | Бразилия                        | 4     | Бразилия Аргентина Парагвай Венесуэла         |
| ОФК          | Чемпионат Океании 2019                | 27 октября — 2 ноября 2019      | Новая Каледония                 | 1     | Соломоновы Острова                            |
| УЕФА         | Организатор турнира                   | Организатор турнира             | Организатор турнира             | 1     | Литва                                         |
| УЕФА         | Квалификационный турнир УЕФА 2020     | 29 января 2019 — 9 декабря 2020 | Европа                          | 6     | РФС Португалия Испания Казахстан Чехия Сербия |
| Всего        | Всего                                 | Всего                           | Всего                           | 24    |                                               |

Из-за запрета, наложенного ВАДА, и по решению CAS сборная России выступала под флагом национального Олимпийского комитета.

## Судьи
| Конфедерация | Арбитр                             |
| ------------ | ---------------------------------- |
| КОНМЕБОЛ     | Кристиан Эспиндола                 |
| КОНМЕБОЛ     | Карлос Эрнандо Мартинес Арсамендия |
| КОНМЕБОЛ     | Валерия Пальма                     |
| КОНМЕБОЛ     | Мария Эстефания Пинто              |
| КОНМЕБОЛ     | Даниэль Родригес                   |
| КОНМЕБОЛ     | Дарио Сантамария                   |
| КОНМЕБОЛ     | Гин Теллес                         |
| КОНМЕБОЛ     | Генри Гутьеррес                    |
| КОНМЕБОЛ     | Карлос Мартинес                    |
| УЕФА         | Хуан Хосе Кордеро Галлардо         |
| УЕФА         | Ондржей Чёрный                     |
| УЕФА         | Габор Ковач                        |
| УЕФА         | Эдуарду Фернандеш                  |
| УЕФА         | Алехандро Мартинес Флорес          |
| УЕФА         | Даниэль Маткович                   |
| УЕФА         | Кьяра Перона                       |
| УЕФА         | Седрик Пелисье                     |
| УЕФА         | Ирина Великанова                   |
| УЕФА         | Никола Елич                        |
| УЕФА         | Борислав Колев (поддержка)         |

| Конфедерация | Арбитр                            |
| ------------ | --------------------------------- |
| ОФК          | Энтони Райли                      |
| ОФК          | Крис Синклер                      |
| АФК          | Хуссейн Али аль-Бахар             |
| АФК          | Фахад Бадир Али Мохамед Альхосани |
| АФК          | Нурдин Букуев                     |
| АФК          | Райан Шепхард                     |
| АФК          | Томохиро Козаки                   |
| АФК          | Ран Ан                            |
| АФК          | Эбрахим Мехраби Афшар             |
| АФК          | Геларе Наземи Дейлами             |
| КАФ          | Тарек Сами Али Ахмед Эльхатаби    |
| КАФ          | Мохамед Хасан Хасан Ахмед Юсеф    |
| КАФ          | Халид Хних                        |
| КАФ          | Аймен Каммун                      |
| КОНКАКАФ     | Роберто Энрике Лопес Фернандес    |
| КОНКАКАФ     | Ронни Кастро Зумбадо              |
| КОНКАКАФ     | Хорхе Флорес                      |
| КОНКАКАФ     | Карлос Гонсалес                   |
| КОНКАКАФ     | Диего Молина Лопес                |
| КОНКАКАФ     | Джош Уилкенс                      |

## Групповой раунд

### Группа A
| М | Команда    | И | В | Н | П | Мячи | ±  | О |
| - | ---------- | - | - | - | - | ---- | -- | - |
| 1 | Казахстан  | 3 | 2 | 1 | 0 | 10-2 | +8 | 7 |
| 2 | Венесуэла  | 3 | 2 | 1 | 0 | 4-2  | +2 | 7 |
| 3 | Коста-Рика | 3 | 1 | 0 | 2 | 6-9  | -3 | 3 |
| 4 | Литва      | 3 | 0 | 0 | 3 | 3-10 | -7 | 0 |

| Казахстан                                                                   | 6-1     | Коста-Рика         |
| --------------------------------------------------------------------------- | ------- | ------------------ |
| Есенаманов 10′ · Турсагулов 11′ · Дуглас 14′ · Тайнан 17′, 27′ · Оразов 27′ | (отчёт) | Пабло Родригес 12′ |

| Литва        | 1-2     | Венесуэла            |
| ------------ | ------- | -------------------- |
| Загурскас 7′ | (отчёт) | Санс 3′ · Видаль 38′ |

| Коста-Рика | 0-1     | Венесуэла   |
| ---------- | ------- | ----------- |
|            | (отчёт) | Морилло 18′ |

| Литва | 0-3     | Казахстан                                  |
| ----- | ------- | ------------------------------------------ |
|       | (отчёт) | Тайнан 1′ · Турсагулов 30′ · Акбаликов 36′ |

| Коста-Рика                                            | 6-2     | Литва                       |
| ----------------------------------------------------- | ------- | --------------------------- |
| Тижерино 19′, 29′ · Кордеро 19′ · Гомес 32′, 34′, 40′ | (отчёт) | Самсоник 8′ · Загурскас 38′ |

| Венесуэла  | 1-1     | Казахстан |
| ---------- | ------- | --------- |
| Видаль 40′ | (отчёт) | Дуглас 5′ |

### Группа B
| М | Команда    | И | В | Н | П | Мячи | ±   | О |
| - | ---------- | - | - | - | - | ---- | --- | - |
| 1 | РФС        | 3 | 3 | 0 | 0 | 17-3 | +14 | 9 |
| 2 | Узбекистан | 3 | 1 | 0 | 2 | 8-10 | -2  | 3 |
| 3 | Гватемала  | 3 | 1 | 0 | 2 | 9-14 | -5  | 3 |
| 4 | Египет     | 3 | 1 | 0 | 2 | 7-14 | -7  | 3 |

| РФС | 9-0     | Египет |
| --- | ------- | ------ |
| Кудзиев 6′ · Чишкала 13′, 16′, 30′ · Антошкин 28′ · Эль-Ашвал автогол 28′ · Абрамов пен 31′, 32′ · Милованов 36′ | (отчёт) |        |

| Узбекистан                               | 4-5     | Гватемала                                           |
| ---------------------------------------- | ------- | --------------------------------------------------- |
| Ропьев 6′, 25′, 35′ · Энрике автогол 39′ | (отчёт) | Кампаньяк 4′ · Сандовал 5′, 22′ · А. Агилар 7′, 40′ |

| Египет                                                     | 6-3     | Гватемала                              |
| ---------------------------------------------------------- | ------- | -------------------------------------- |
| Мансур 4′ · Эль-Ашвал 32′ · Шула 35′ · М. Ид 36′, 37′, 40′ | (отчёт) | Мансилла 16′ · Руис 25′ · Вандерли 33′ |

| Узбекистан              | 2-4     | РФС                                |
| ----------------------- | ------- | ---------------------------------- |
| Чориев 21′ · Адилов 28′ | (отчёт) | Робиньо 10′ · Ниязов 11′, 35′, 35′ |

| Египет | 1-2     | Узбекистан                |
| ------ | ------- | ------------------------- |
| Ид 19′ | (отчёт) | Нишонов 2′ · Рахматов 34′ |

| Гватемала         | 1-4     | РФС                                                    |
| ----------------- | ------- | ------------------------------------------------------ |
| Альварадо пен 25′ | (отчёт) | Афанасьев 2′ · Асадов 10′ · Абрамов 14′ · Антошкин 27′ |

### Группа C
| М | Команда            | И | В | Н | П | Мячи | ±   | О |
| - | ------------------ | - | - | - | - | ---- | --- | - |
| 1 | Португалия         | 3 | 2 | 1 | 0 | 14-4 | +10 | 7 |
| 2 | Марокко            | 3 | 1 | 2 | 0 | 10-4 | +6  | 5 |
| 3 | Таиланд            | 3 | 1 | 1 | 1 | 11-9 | +2  | 4 |
| 4 | Соломоновы Острова | 3 | 0 | 0 | 3 | 4-22 | -18 | 0 |

| Марокко                                                                         | 6-0     | Соломоновы Острова |
| ------------------------------------------------------------------------------- | ------- | ------------------ |
| Эль Месрар 2′ · Сауд 3′ · Эль Фенни 18′ · Баккали 28′ · Бумезу 27′ · Борите 34′ | (отчёт) |                    |

| Таиланд      | 1-4     | Португалия                                 |
| ------------ | ------- | ------------------------------------------ |
| Джирават 16′ | (отчёт) | Бруно 20′ · Эрик 27′ · Зики 30′ · Пани 32′ |

| Соломоновы Острова | 0-7     | Португалия                                                                         |
| ------------------ | ------- | ---------------------------------------------------------------------------------- |
|                    | (отчёт) | Фабио 4′ · Рикардиньо 12′ · Андре 20′, 23′ · Сиа автогол 26′ · Эрик 20′ · Пани 38′ |

| Таиланд      | 1-1     | Марокко   |
| ------------ | ------- | --------- |
| Джирават 40′ | (отчёт) | Джуад 18′ |

| Соломоновы острова                       | 4-9     | Таиланд                                                                                        |
| ---------------------------------------- | ------- | ---------------------------------------------------------------------------------------------- |
| Мана 15′ · Рагомо пен 27′, 38′ · Сиа 40′ | (отчёт) | Навин 4′ · Супавут 6′, 32′, 39′ · Крицада 17′ · Йетсада 24′, 34′ · Джирават 37′ · Пеерапат 39′ |

| Португалия                       | 3-3     | Марокко                                |
| -------------------------------- | ------- | -------------------------------------- |
| Фабио 9′ · Брито 17′ · Бруно 29′ | (отчёт) | Джуад 2′ · Эль Айяне 24′ · Баккали 37′ |

### Группа D
| М | Команда  | И | В | Н | П | Мячи | ±   | О |
| - | -------- | - | - | - | - | ---- | --- | - |
| 1 | Бразилия | 3 | 3 | 0 | 0 | 18-2 | +16 | 9 |
| 2 | Чехия    | 3 | 1 | 1 | 1 | 6-6  | 0   | 4 |
| 3 | Вьетнам  | 3 | 1 | 1 | 1 | 5-12 | -7  | 4 |
| 4 | Панама   | 3 | 0 | 0 | 3 | 4-13 | -9  | 0 |

| Панама      | 1-5     | Чехия                                         |
| ----------- | ------- | --------------------------------------------- |
| Гудридж 39′ | (отчёт) | Заруба 2′ · Зайдлер 5′, 9′, 10′ · Ресетар 30′ |

| Вьетнам            | 1-9     | Бразилия                                                                            |
| ------------------ | ------- | ----------------------------------------------------------------------------------- |
| Хонг Динь Хунг 14′ | (отчёт) | Родриго 3′ · Ферран 5′, 7′, 21′, 24′ · Диегоиньо 14′, 28′ · Пито 19′ · Леозиньо 36′ |

| Панама                   | 2-3     | Вьетнам                                                 |
| ------------------------ | ------- | ------------------------------------------------------- |
| Кастреллон 10′, 20′, 35′ | (отчёт) | Нгуен Минь Три 2′ · Чау Шан Пат 8′ · Нгуен Ван Хицу 27′ |

| Бразилия                                   | 4-0     | Чехия |
| ------------------------------------------ | ------- | ----- |
| Ферран 23′, 24′ · Родриго 26′ · Марлон 40′ | (отчёт) |       |

| Бразилия                                                       | 5-1     | Панама       |
| -------------------------------------------------------------- | ------- | ------------ |
| Винисиус 15′ · Гадея 18′ · Леонардо 29′ · Пито 40′ · Артур 40′ | (отчёт) | Макуэнси 32′ |

| Чехия       | 1-1     | Вьетнам         |
| ----------- | ------- | --------------- |
| Решетар 36′ | (отчёт) | Чау Шан Пат 35′ |

### Группа E
| М | Команда  | И | В | Н | П | Мячи  | ±   | О |
| - | -------- | - | - | - | - | ----- | --- | - |
| 1 | Испания  | 3 | 3 | 0 | 0 | 12-3  | +9  | 9 |
| 2 | Парагвай | 3 | 2 | 0 | 1 | 6-6   | 0   | 6 |
| 3 | Япония   | 3 | 1 | 0 | 2 | 11-10 | +1  | 3 |
| 4 | Ангола   | 3 | 0 | 0 | 3 | 6-16  | -10 | 0 |

| Парагвай | 0-4     | Испания                                                |
| -------- | ------- | ------------------------------------------------------ |
|          | (отчёт) | Солано 9′ · Адольфо 20′ · Рауль Гомес 29′ · Кампос 40′ |

| Ангола                                               | 4-8     | Япония                                                                       |
| ---------------------------------------------------- | ------- | ---------------------------------------------------------------------------- |
| Гуга 19′, 21′ · Рюта Хоши автогол 24′ · Калуанда 29′ | (отчёт) | Оливейра 13′, 20′, 23′, 37′ · Мурота 14′ · Рюта Хоши 25′, 40′ · Нишитани 25′ |

| Испания                                     | 4-2     | Япония             |
| ------------------------------------------- | ------- | ------------------ |
| Диас 4′ · Чино 26′ · Кампос 30′ · Толра 39′ | (отчёт) | Хоcи 5′ · Хенми 8′ |

| Ангола      | 1-4     | Парагвай                                         |
| ----------- | ------- | ------------------------------------------------ |
| Маносел 10′ | (отчёт) | Салас 3′ · Реджала 13′ · Баэз 14′ · Мартинес 17′ |

| Испания                            | 4-1     | Ангола   |
| ---------------------------------- | ------- | -------- |
| Фернандеш 4′, 25′, 27′ · Ортис 20′ | (отчёт) | Гуга 19′ |

| Япония     | 1-2     | Парагвай              |
| ---------- | ------- | --------------------- |
| Симидзу 3′ | (отчёт) | Мареко 7′ · Салас 33′ |

### Группа F
| М | Команда   | И | В | Н | П | Мячи | ±   | О |
| - | --------- | - | - | - | - | ---- | --- | - |
| 1 | Аргентина | 3 | 3 | 0 | 0 | 17-3 | +14 | 9 |
| 2 | Иран      | 3 | 2 | 0 | 1 | 8-6  | +2  | 6 |
| 3 | Сербия    | 3 | 1 | 0 | 2 | 11-7 | +4  | 3 |
| 4 | США       | 3 | 0 | 0 | 3 | 2-22 | -20 | 0 |

| Сербия                    | 2-3     | Иран                                 |
| ------------------------- | ------- | ------------------------------------ |
| Стойкович 18′ · Томич 38′ | (отчёт) | Ахмади 4′ · Фахим 4′ · Эсмаилпур 37′ |

| Аргентина                                                                                            | 11-0    | США |
| --- | ------- | --- |
| Брэнди 1′, 2′, 12′, 40′ · Куццолино 4′ · Решия 5′ · Базиль 7′, 16′ · Клаудино 17′, 25′ · Борруто 24′ | (отчёт) |     |

| Иран                                                      | 4-2     | США              |
| --------------------------------------------------------- | ------- | ---------------- |
| Таваколи 3′ · Джавид 7′ · Эсмаилпур 10′ · Ахмадаббаси 39′ | (отчёт) | Гонсалес 3′, 36′ |

| Аргентина                                                       | 4-2     | Сербия                   |
| --------------------------------------------------------------- | ------- | ------------------------ |
| Аксентиевич автогол 9′ · Брэнди 11′ · Вапораки 11′ · Боруто 24′ | (отчёт) | Ракич 7′ · Лазаревич 10′ |

| Иран          | 1-2     | Аргентина                    |
| ------------- | ------- | ---------------------------- |
| Хасанзаде 30′ | (отчёт) | Куццолино 24′ · Стаццоне 27′ |

| США | 0-7     | Сербия                                                                                      |
| --- | ------- | ------------------------------------------------------------------------------------------- |
|     | (отчёт) | Ракич 6′ · Томич 27′, 17′ · Петров 20′ · Милосавлевич 32′ · Лазаревич 33′ · Радованович 38′ |

## Раунд плей-офф

### Сетка
|  | 1/8 финала            | 1/8 финала            |                       |       | Четвертьфиналы | Четвертьфиналы |                    |                    | Полуфиналы | Полуфиналы |  |  | Финал | Финал |
|  | --------------------- | --------------------- | --------------------- | ----- | -------------- | -------------- | ------------------ | ------------------ | ---------- | ---------- |  |  | ----- | ----- |
|  |                       |                       |                       |       |                |                |                    |                    |            |            |  |  |       |       |
|  | 22 сентября – Каунас  |                       |                       |       |                |                |                    |                    |            |            |  |  |       |       |
|  |                       |                       |                       |       |                |                |                    |                    |            |            |  |  |       |       |
|  | Венесуэла             | 2                     |                       |       |                |                |                    |                    |            |            |  |  |       |       |
|  | Венесуэла             | 2                     | 26 сентября – Вильнюс |       |                |                |                    |                    |            |            |  |  |       |       |
|  | Марокко               | 3                     |                       |       |                |                |                    |                    |            |            |  |  |       |       |
|  | Марокко               | 3                     | Марокко               | 0     |                |                |                    |                    |            |            |  |  |       |       |
|  | 23 сентября – Каунас  |                       | Марокко               | 0     |                |                |                    |                    |            |            |  |  |       |       |
|  |                       | Бразилия              | 1                     |       |                |                |                    |                    |            |            |  |  |       |       |
|  | Бразилия              | Бразилия              | 1                     | 4     |                |                |                    |                    |            |            |  |  |       |       |
|  | Бразилия              |                       | 29 сентября – Каунас  | 4     |                |                |                    |                    |            |            |  |  |       |       |
|  | Япония                | 2                     |                       |       |                |                |                    |                    |            |            |  |  |       |       |
|  | Япония                | 2                     | Бразилия              | 1     |                |                |                    |                    |            |            |  |  |       |       |
|  | 22 сентября – Вильнюс |                       | Бразилия              | 1     |                |                |                    |                    |            |            |  |  |       |       |
|  |                       | Аргентина             | 2                     |       |                |                |                    |                    |            |            |  |  |       |       |
|  | РФС                   | Аргентина             | 2                     | 3     |                |                |                    |                    |            |            |  |  |       |       |
|  | РФС                   | 26 сентября – Каунас  |                       | 3     |                |                |                    |                    |            |            |  |  |       |       |
|  | Вьетнам               | 2                     |                       |       |                |                |                    |                    |            |            |  |  |       |       |
|  | Вьетнам               | 2                     | РФС                   | 1 (4) |                |                |                    |                    |            |            |  |  |       |       |
|  | 23 сентября – Вильнюс |                       | РФС                   | 1 (4) |                |                |                    |                    |            |            |  |  |       |       |
|  |                       | Аргентина (пен.)      | 1 (5)                 |       |                |                |                    |                    |            |            |  |  |       |       |
|  | Аргентина             | Аргентина (пен.)      | 1 (5)                 | 6     |                |                |                    |                    |            |            |  |  |       |       |
|  | Аргентина             |                       | 3 октября – Каунас    | 6     |                |                |                    |                    |            |            |  |  |       |       |
|  | Парагвай              | 1                     |                       |       |                |                |                    |                    |            |            |  |  |       |       |
|  | Парагвай              | 1                     | Аргентина             | 1     |                |                |                    |                    |            |            |  |  |       |       |
|  | 24 сентября – Вильнюс |                       | Аргентина             | 1     |                |                |                    |                    |            |            |  |  |       |       |
|  |                       | Португалия            | 2                     |       |                |                |                    |                    |            |            |  |  |       |       |
|  | Испания               | Португалия            | 2                     | 5     |                |                |                    |                    |            |            |  |  |       |       |
|  | Испания               | 27 сентября – Вильнюс |                       | 5     |                |                |                    |                    |            |            |  |  |       |       |
|  | Чехия                 | 2                     |                       |       |                |                |                    |                    |            |            |  |  |       |       |
|  | Чехия                 | 2                     | Испания               | 2     |                |                |                    |                    |            |            |  |  |       |       |
|  | 24 сентября – Каунас  |                       | Испания               | 2     |                |                |                    |                    |            |            |  |  |       |       |
|  |                       | Португалия (д.в.)     | 4                     |       |                |                |                    |                    |            |            |  |  |       |       |
|  | Португалия (д.в.)     | Португалия (д.в.)     | 4                     | 4     |                |                |                    |                    |            |            |  |  |       |       |
|  | Португалия (д.в.)     |                       | 30 сентября – Каунас  | 4     |                |                |                    |                    |            |            |  |  |       |       |
|  | Сербия                | 3                     |                       |       |                |                |                    |                    |            |            |  |  |       |       |
|  | Сербия                | 3                     | Португалия (пен.)     | 2 (4) |                |                |                    |                    |            |            |  |  |       |       |
|  | 24 сентября – Вильнюс |                       | Португалия (пен.)     | 2 (4) |                |                |                    |                    |            |            |  |  |       |       |
|  |                       | Казахстан             | 2 (3)                 |       | Третье место   | Третье место   |                    |                    |            |            |  |  |       |       |
|  | Узбекистан            | Казахстан             | 2 (3)                 | 8     | Третье место   | Третье место   |                    |                    |            |            |  |  |       |       |
|  | Узбекистан            | 27 сентября – Каунас  | 27 сентября – Каунас  | 8     |                |                | 3 октября – Каунас | 3 октября – Каунас |            |            |  |  |       |       |
|  | Иран                  | 27 сентября – Каунас  | 27 сентября – Каунас  | 9     |                |                | 3 октября – Каунас | 3 октября – Каунас |            |            |  |  |       |       |
|  | Иран                  | Иран                  | 2                     | 9     | Бразилия       | 4              |                    |                    |            |            |  |  |       |       |
|  | 23 сентября – Каунас  | Иран                  | 2                     |       | Бразилия       | 4              |                    |                    |            |            |  |  |       |       |
|  |                       | Казахстан             | 3                     |       | Казахстан      | 2              |                    |                    |            |            |  |  |       |       |
|  | Казахстан             | Казахстан             | 3                     | 7     | Казахстан      | 2              |                    |                    |            |            |  |  |       |       |
|  | Казахстан             |                       |                       | 7     |                |                |                    |                    |            |            |  |  |       |       |
|  | Таиланд               | 0                     |                       |       |                |                |                    |                    |            |            |  |  |       |       |
|  | Таиланд               | 0                     |                       |       |                |                |                    |                    |            |            |  |  |       |       |

### 1/8 финала
| РФС                            | 3 : 2 | Вьетнам                              |
| ------------------------------ | ----- | ------------------------------------ |
| Робиньо 11′ · Чишкала 18′, 20′ | отчёт | 18′ Нгуен Дак Хой · 39′ Пхам Дук Хоа |

| Венесуэла                    | 2 : 3 | Марокко |
| ---------------------------- | ----- | ------- |
| Вьямонте 7′ · М. Франсия 33′ | отчёт |         |

| Бразилия                                              | 4 : 2 | Япония |
| ----------------------------------------------------- | ----- | ------ |
| Ферран 5′ · Леозиньо 31′ · Пито 38′ · Като 40′ (авт.) | отчёт |        |

| Аргентина | 6 : 1 | Парагвай |
| --------- | ----- | -------- |
|           | отчёт |          |

| Казахстан | 7 : 0 | Таиланд |
| --------- | ----- | ------- |
|           |       |         |

Зрителей:1320
| Узбекистан | 8 : 9 | Иран |
| ---------- | ----- | ---- |
|            |       |      |

| Португалия                                               | 4 : 3 (доп. вр.) | Сербия                                     |
| -------------------------------------------------------- | ---------------- | ------------------------------------------ |
| Рикардинью 14′ · Андре Коэлью 15′ · Пани Варела 43′, 43′ |                  | 23′, 28′ Лазаревич · 50′ (авт.) Жуан Матуш |

| Испания                                                     | 5 : 2 | Чехия                  |
| ----------------------------------------------------------- | ----- | ---------------------- |
| Кампос 4′ · Гомес 5′ · Райя 13′ · Фернандес 15′ · Ортис 39′ | отчёт | 23′ Решетар · 32′ Голи |

### 1/4 финала
| Марокко | 0 : 1 | Бразилия    |
| ------- | ----- | ----------- |
|         |       | Родриго 11′ |

| РФС                                                                    | 1 : 1 (доп. вр.) | Аргентина                                                                |
| ---------------------------------------------------------------------- | ---------------- | ------------------------------------------------------------------------ |
| Антошкин 35′                                                           | отчёт            | 25′ Куццолино                                                            |
| Пенальти                                                               |                  |                                                                          |
| - Абрамов - Робиньо - Эдер Лима - Антошкин - Чишкала - Асадов - Ромуло | 4:5              | - Боло - Басиле - Эдельстейн - Стаццоне - Куццолино - Клаудино - Таборда |

| Испания | 2 : 4 (доп. вр.) | Португалия |
| ------- | ---------------- | ---------- |
|         |                  |            |

| Иран | 2 : 3 | Казахстан |
| ---- | ----- | --------- |
|      |       |           |

### 1/2 финала
| Бразилия   | 1 : 2 | Аргентина                  |
| ---------- | ----- | -------------------------- |
| Ферран 17′ | отчёт | 11′ Вапораки · 13′ Борруто |

| Португалия | 2:2 (доп. вр.) | Казахстан |
| ---------- | -------------- | --------- |
|            |                |           |
| Пенальти   |                |           |
|            | 4:3            |           |

### Матч за 3-е место
| Бразилия                                              | 4 : 2 | Казахстан                     |
| ----------------------------------------------------- | ----- | ----------------------------- |
| Тайнан 25′ (авт.) · Родриго 32′ · Ферран 34′ · Ле 35′ | отчёт | 11′ (авт.) Гитта · 31′ Тайнан |

### Финал
| Аргентина    | 1 : 2 | Португалия           |
| ------------ | ----- | -------------------- |
| Клаудино 28′ | отчёт | 15′, 28′ Пани Варела |

## Бомбардиры
9 голов
- Ферран

8 голов
- Пани Варела

6 голов
- Адольфо Фернандес
- Тайнан да Силва

5 голов
- Алан Бранди
- Иван Чишкала

4 гола
- Кристиан Борруто
- Анхель Клаудино
- Родриго
- Мостафа Эид
- Саид Ахмадаббаси
- Дуглас Жуниор
- Суфиан эль-Месрар
- Андрэ Коэльо
- Йован Лазаревич
- Ихтиёр Ропиев
- Артур Оливейра

3 гола
- Гуга
- Сантьяго Басиле
- Леандро Куццолино
- Леозиньо
- Пито
- Махди Джавид
- Ахмад Исмаилпур
- Али Хассанзаде
- Рауль Кампос
- Даурен Турсагулов
- Бруну Коэльо
- Сергей Абрамов
- Артём Антошкин
- Артём Ниязов
- Драган Томич
- Джирават Сорнвичиан
- Супхавут Тхуеанкланг
- Хусниддин Нишонов
- Анасхон Рахматов
- Лукаш Решетар
- Михал Сейдлер
- Шота Хоши

2 гола
- Константино Вапораки
- Дамиан Стаццоне
- Диегиньо
- Альфредо Видаль
- Чау Доан Пхат
- Алан Агилар
- Марвин Сандоваль
- Мослем Оладгобад
- Фархад Таваколи
- Рауль Гомес
- Ортис
- Арнольд Кнауб
- Даурен Нургожин
- Даниэль Гомес
- Милинтон Тижерино
- Юстинас Загурскас
- Билал Баккали
- Юссеф Джуад
- Абдиэль Кастрельон
- Хулио Мареко
- Хуан Салас
- Эрик Мендонья
- Рикардиньо
- Фабиу Сесилиу
- Зики Тэ
- Робиньо
- Стефан Ракич
- Эллиот Рагомо
- Лусиано Гонсалес
- Джетсада Чудеч
- Ильхомжон Хамроев
- Рёсуке Нишитани

1 гол
- Калуанда
- Маноселе
- Лукас Боло
- Максимилиано Ресчиа
- Пабло Таборда
- Марлон Араужу
- Гадейя
- Артур Гильерме
- Джефферсон Ле
- Винисиус Роча
- Хесус Вьямонте
- Рафаэль Морильо
- Карлос Санс
- Милтон Франсия
- Нгуен Мин Три
- Пхам Дук Хоа
- Нгуен Дак Хуй
- Кхон Дин Хун
- Нгуен Ван Хью
- Роман Альварадо
- Фернандо Кампаньяк
- Хосе Мансилья
- Вандерлей Руис
- Патрик Руис
- Абдельрахман эль-Ашваль
- Мохамед Мансур
- Тарек Шула
- Хамид Ахмади
- Фархад Факхимзаде
- Борха Диас
- Адри Мартинес
- Хосе Райя
- Франсиско Солано
- Марк Тольра
- Чино
- Альберт Акбаликов
- Чингиз Есенаманов
- Лео Игита
- Биржан Оразов
- Хуан Кордеро
- Пабло Родригес
- Генарас Самсоник
- Анас эль-Айян
- Суфиан Борите
- Отман Бумезу
- Ашраф Сауд
- Идрисс эль-Фенни
- Клаудио Гудридж
- Альфонсо Макензи
- Арнальдо Баэс
- Франсиско Мартинес
- Ричард Реяла
- Тьягу Бриту
- Янар Асадов
- Андрей Афанасьев
- Руслан Кудзиев
- Иван Милованов
- Лазар Милосавлевич
- Страхинья Петров
- Марко Радованович
- Милош Стойкович
- Элис Мана
- Марлон Сиа
- Критсада Вонгкаэо
- Пеерапат Каеввилаи
- Навин Раттанавонгсават
- Машраб Адилов
- Дильшод Рахматов
- Даврон Чориев
- Радим Заруба
- Михал Холы
- Юки Мурота
- Кацутоши Хенми
- Рюта Хоши
- Кадзуя Шимидзу